# Siphocampylus albiguttur
Siphocampylus albiguttur là loài thực vật có hoa trong họ Hoa chuông. Loài này được McVaugh miêu tả khoa học đầu tiên năm 1943.